# Bud Houser
Lemuel Clarence (Bud) Houser (Winigan, 25 september 1901 – Gardena, 1 oktober 1994) was een Amerikaans discuswerper en kogelstoter.

## Loopbaan
Houser won tijdens de Olympische Zomerspelen 1924 zowel de gouden medaille bij het kogelstoten als bij het discuswerpen. Houser is tot op heden de laatste mannelijke atleet die beiden onderdelen won op één spelen. Houser won in 1928 voor de tweede maal olympisch goud bij het discuswerpen wederom met een olympisch record aan het kogelstoten nam Houser tijdens deze spelen niet deel. Op 2 april 1926 gooide Houser in het Amerikaanse Palo Alto met 48,20 meter een wereldrecord met de discus. Houser was van beroep tandarts.

## Persoonlijke records
| Onderdeel    | Prestatie | Datum |
| ------------ | --------- | ----- |
| discuswerpen | 48,20 m   | 1926  |
| kogelstoten  | 15,42 m   | 1926  |

## Belangrijkste prestaties

### Discus
| Jaar | Wedstrijd | Plaats | Afstand (meter) |
| ---- | --------- | ------ | --------------- |
| 1924 | OS        | Goud   | 46,155 OR       |
| 1928 | OS        | Goud   | 47,32 OR        |

### Kogel
| Jaar | Wedstrijd | Plaats | Afstand (meter) |
| ---- | --------- | ------ | --------------- |
| 1924 | OS        | Goud   | 14,995          |